# شانون دوناتو
شانون دوناتو (بالإنجليزية: Shannon Donato)‏ هو لاعب دوري الرغبي أسترالي، ولد في 3 أبريل 1975 في سيدني في أستراليا.